# ینی‌کوی (یورغیر)
ینی‌کوی (به ترکی استانبولی: Yeniköy) یک منطقهٔ مسکونی در ترکیه است که در یورغیر واقع شده‌است.